# Hipparchia splendens
Hipparchia splendens är en fjärilsart som beskrevs av Brouwer 1942. Hipparchia splendens ingår i släktet Hipparchia och familjen praktfjärilar. Inga underarter finns listade i Catalogue of Life.